# Parallelia rectilimes
Parallelia rectilimes är en fjärilsart som beskrevs av W. Warren 1915. Parallelia rectilimes ingår i släktet Parallelia och familjen nattflyn. Inga underarter finns listade i Catalogue of Life.